# Euploca pallescens
Euploca pallescens är en strävbladig växtart som först beskrevs av Ivan Murray Johnston, och fick sitt nu gällande namn av J.I.M.Melo och Semir. Euploca pallescens ingår i släktet Euploca och familjen strävbladiga växter. Inga underarter finns listade i Catalogue of Life.